# Real Team Matera Calcio a 5
L'A.S.D. Real Team Matera Calcio a 5 è una squadra italiana di calcio a 5 fondata nel 1985 come Matera Calcetto.

## Storia
Uno dei fondatori della squadra è Nino Crapulli, attuale Consigliere della Divisione Calcio a 5 dopo aver dato le dimissioni da ogni carica della società. All'epoca giocatore della formazione lucana come il fratello Gianni Crapulli che ora ne ha preso il posto. Il Team Matera dopo aver partecipato dapprima a tornei amatoriali cittadini e successivamente ai raggruppamenti regionali della FIGC approda nel 1993-1994 alla Serie B nazionale dove però paga l'inesperienza e rimedia immediatamente una retrocessione alle categorie regionali.
L'estate del 1994 porta comunque molte novità alla squadra materana: beneficia di un ripescaggio che le permette di giocare di nuovo in Serie B e vede entrare in società anche il Gruppo Iula, che porta un contributo economico tale da permettere l'allestimento di una squadra che nel 1997-1998 centra l'ammissione alla neonata Serie A2. Per la seconda volta l'impatto con la categoria superiore è traumatico per lo Iula che retrocede dopo appena un anno di permanenza. Risalirà in A2 al termine della stagione 2001-02, anno in cui vince anche la Coppa Italia di Serie B.
Dalla stagione 2002-2003 lo Iula Matera, diventato negli anni successivi Futura 3000 Matera, disputa la Serie A2 ininterrottamente fino al 2007; al termine della stagione 2005-2006 la retrocessione in Serie B è stata scongiurata da un ripescaggio di cui ha beneficiato anche l'OMGM Imola.
Nella stagione 2007-2008 la squadra arriva al 2º posto nel girone D di serie B, ma perde i play-off in semifinale contro il Giovinazzo e quindi rimane in serie B.
Nella stagione successiva la squadra cambia sponsor e denominazione chiamandosi A.S.D. Spazio Relax Matera e disputa il girone F di Serie B terminando il campionato al 4º posto.
Nella stagione 2009-2010 disputa il girone D di Serie B con la denominazione di Frascella Matera. Nell'estate del 2010 avviene la fusione con l'altra compagine materana di Serie B, il Real Matera, da cui nasce il Real Team Matera Calcio a 5. Al termine della Serie B 2012-2013 retrocede nel campionato regionale lucano, classificandosi all'ultimo posto con 9 punti. La squadra si iscrive al campionato di Serie B grazie al nuovo sponsor, Takler, che permette alla società di essere ripescata.
Viene ancora una volta ripescata , stavolta in serie A2 , ma retrocede dopo due anni , rifiutando la serie B e ripartendo dalla serie C1.
Al termine della stagione 2017-2018 , viene ripescata in serie B.

## Colori e simboli

### Colori
I colori sociali e delle divise della squadra materana sono il bianco e il blu.

## Società

### Organigramma societario
- Presidente: Domenico Taratufolo
- Vice presidente: Luca Braia
- Direttore generale: Giuseppe Barbano
- Dirigente sportivo: Antonio Quaranta
- Segretario: Giuseppe Tralli
- Responsabile settore giovanile: Luigi Taratufolo
- Responsabile logististica ed approvvigionamento: Antonio Fasano
- Cassiere: Michele Marinaro
- Webmaster: Francesco Nicoletti
- Addetto stampa: Francesco Calia

### Settore giovanile
Nella stagione 2010-2011 l'under 21 raggiunge la Poule Scudetto avendo vinto il girone V. Ai trentaduesimi di finale batte il Real Molfetta ai supplementari dopo aver perso in terra pugliese per 3 a 2 e ribaltato il risultato alla Tensostruttura di Matera per 4 a 3. Ai sedicesimi incontra il Modugno rimediando una sconfitta in casa per 3 a 2, ma vincendo la gara di ritorno per 3 a 1. Esce contro lo Scafati Santa Maria agli ottavi di finale perdendo 7 a 8 in casa e 5 a 2 in trasferta.

## Palmarès

### Competizioni nazionali
- Campionato di Serie B : 1

2001-2002
- Coppa Italia di Serie B : 1

2001-2002
La squadra inoltre ha vinto cinque Coppe Disciplina Nazionali di calcio a 5:
1994-95, 1996-97, 1997-98, 2001-2002, 2003-2004

## Statistiche e record

### Partecipazione ai campionati
| Livello | Categoria | Partecipazioni | Debutto   | Ultima stagione | Totale |
| ------- | --------- | -------------- | --------- | --------------- | ------ |
| 2º      | Serie B   | 5              | 1993-1994 | 1997-1998       | 13     |
| 2º      | Serie A2  | 8              | 1998-1999 | 2016-2017       | 13     |
| 3º      | Serie B   | 13             | 1999-2000 | 2019-2020       | 13     |
| 4º      | Serie C1  | 1              | 2017-2018 | 2017-2018       | 1      |

Oltre ai 22 campionati nazionali, il Real Team Matera ha disputato dalla stagione 1985-1986 alla stagione 1992-1993 tornei cittadini e campionati regionali che rappresentavano il terzo livello nazionale.